# Münchner Wochenanzeiger
Die Gruppe Münchner Wochenanzeiger ist als Zusammenschluss der drei Verlagshäuser „Werbe-Spiegel“, „Sendlinger Anzeiger“ und „Münchner Nord-Rundschau“ der Herausgeber der auflagenstärksten Anzeigenblätter in München. Seit sich die Münchner Anzeigenblattverlage 1984 zusammengeschlossen haben, entwickelten sich die Münchner Wochenanzeiger zu einem Anzeigenblattverbund mit einer wöchentlichen Auflage von über 800.000 Zeitungen.

## Werbe-Spiegel
Die insgesamt zehn Ausgaben des Werbe-Spiegel erscheinen jeweils am Mittwoch im Münchner Westen und haben sich im Laufe der Zeit von einem reinen Anzeigenblatt zu einer Stadtteilzeitung mit lokaler und aktueller Berichterstattung aus den Bereichen Politik, Sport, Kultur und Unterhaltung entwickelt. Zudem erscheint seit dem Jahr 2000 in Kooperation mit den Verlagen Münchner Wochenend Zeitung GmbH und MWB Medien GmbH und dem „Münchner Samstagsblatt“ mit einer Auflage von über 600.000 Stück.
Der im Werbe-Spiegel-Verlag erscheinende „Westend Anzeiger“ ist die älteste durchgängig in Deutschland erscheinende Anzeigenzeitung und seit 1924 auf dem Markt.
Gegründet wurde der Werbe-Spiegel-Verlag 1950 von der Familie Ullrich. Verleger und Inhaber Dieter Ullrich kam 1991 bei einem Flugzeugabsturz ums Leben. Daraufhin übernahm die Familie Dangl die Geschäftsführung. Bis heute ist Gudrun Dangl die Geschäftsführerin.

## Sendlinger Anzeiger
Der Sendlinger Anzeiger wurde 1948 von Georg Fürst mit DM 40,- Kopfgeld gegründet. Er ist bis heute in dritter Generation in Familienbesitz.
Die damaligen 20.000 Exemplare entwickelten sich zu einer wöchentlichen Auflage von 119.000 mit einem Verbreitungsgebiet von der Lindauer Autobahn (A96), über Hadern, Neuried, Forstenried, Solln, Unter-, Mittel- und Obersendling entlang der Isar bis zum Glockenbach-, Dreimühlenviertel.

## Internetportal „Wochenanzeiger München“
Zwei dieser Verlage (Werbe-Spiegel und Sendlinger Anzeiger) haben zum 27. April 2008 das Anzeigenblattportal „Wochenanzeiger München“ gestartet. Hier werden alle redaktionellen Inhalte, Termine und Stadtteilredaktion angeboten.